# Bulgariens bidrag i Eurovision Song Contest

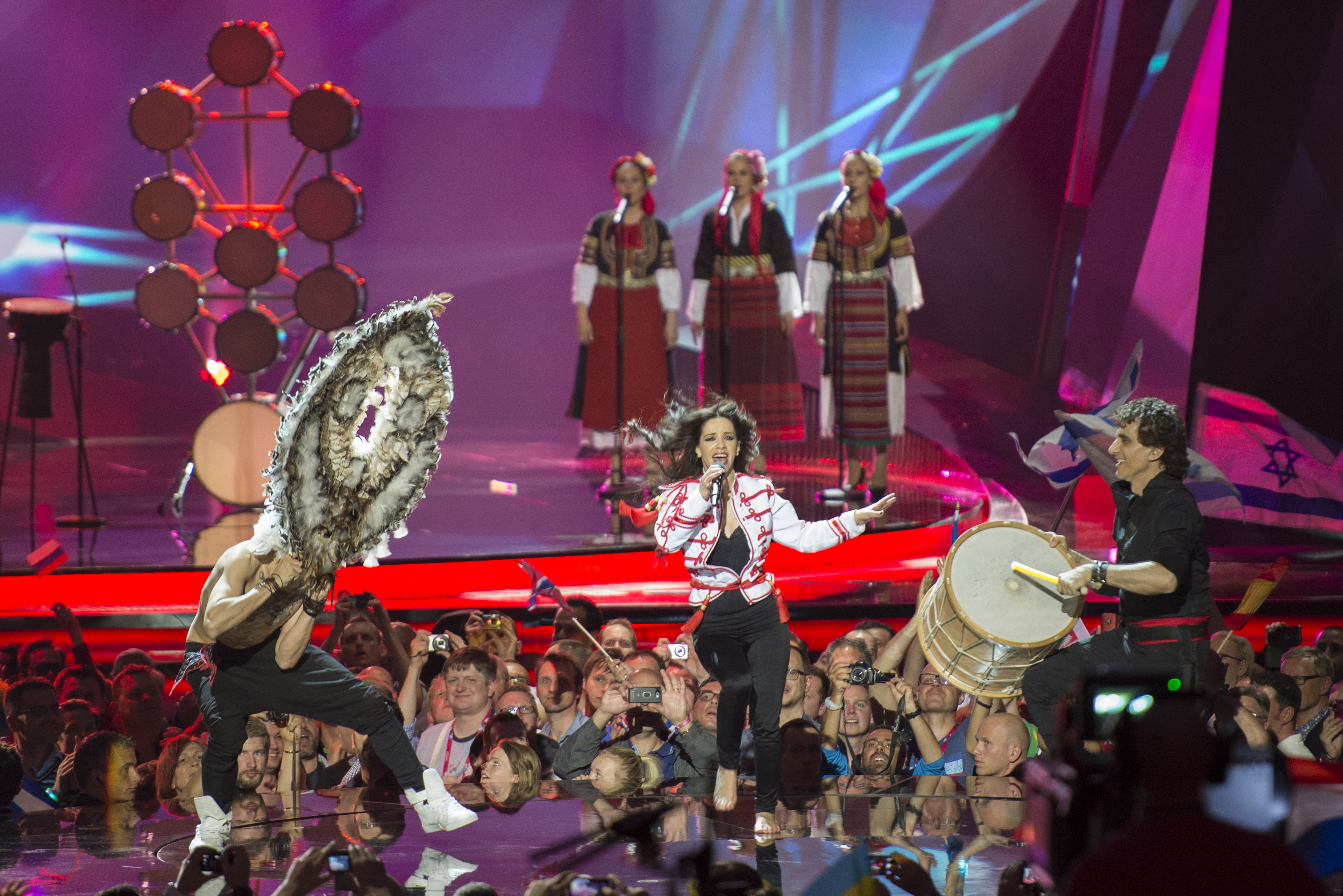
Elitsa & Stoyan i Malmö 2013

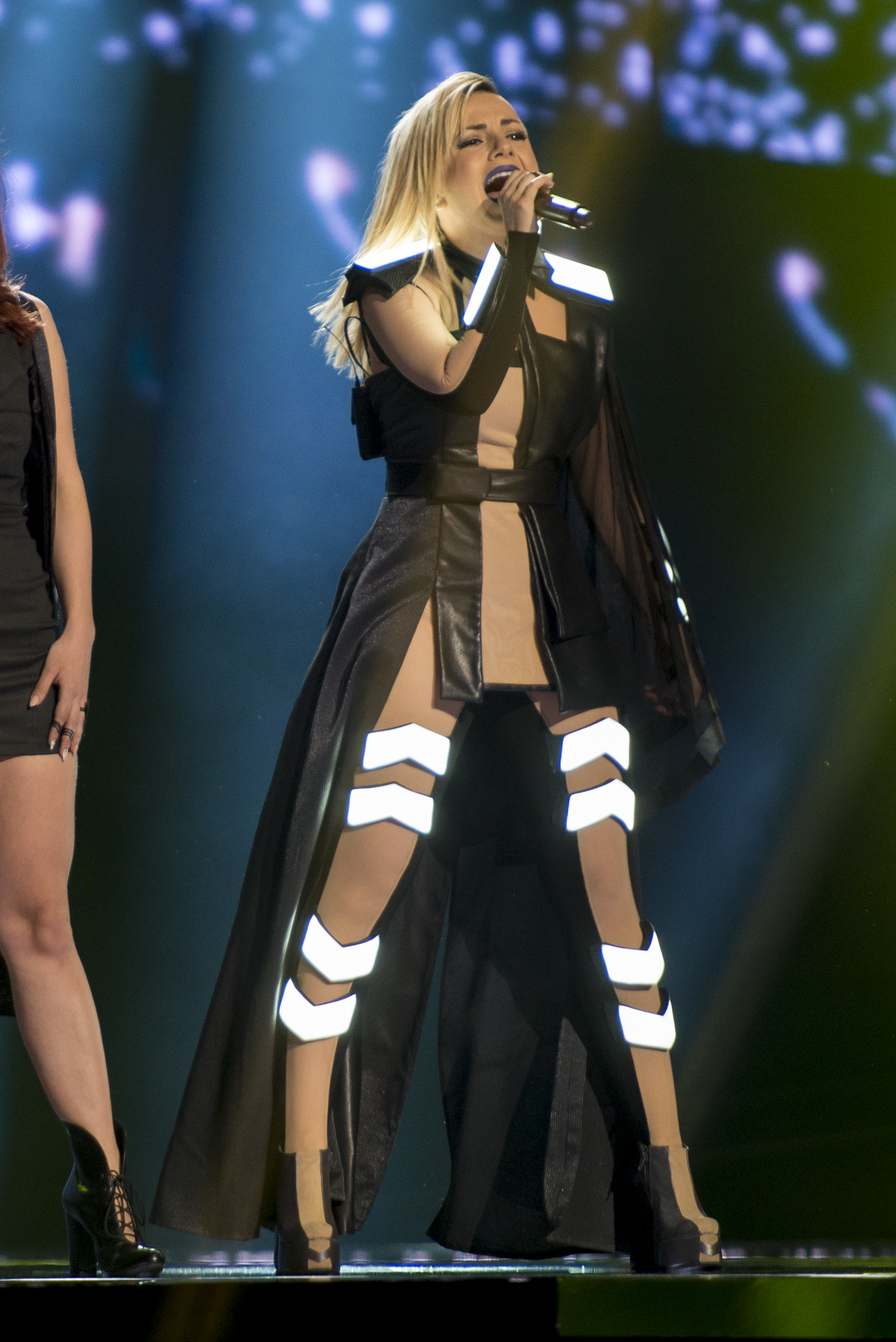
Poli Genova i Stockholm 2016.

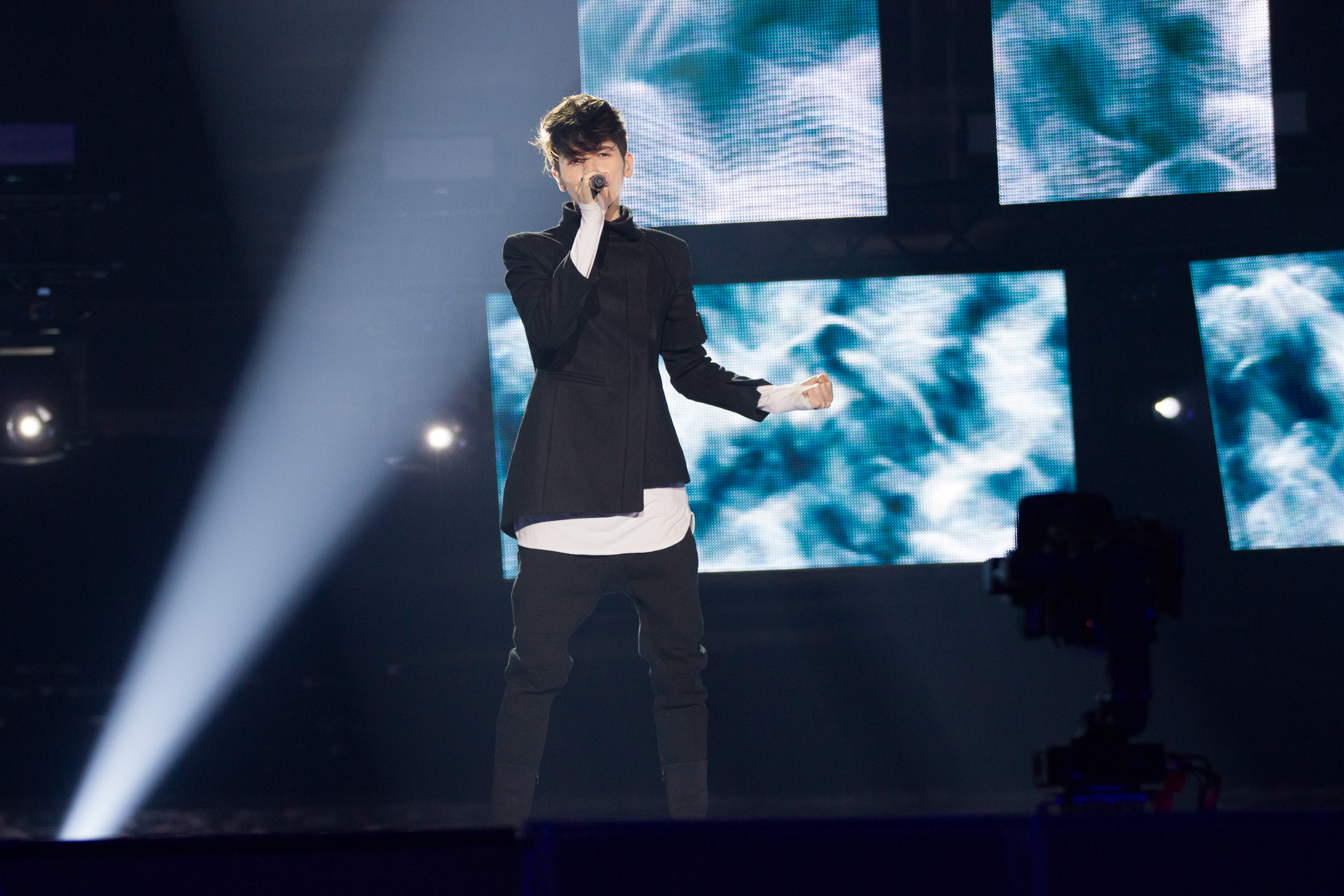
Kristian Kostov i Kiev 2017.

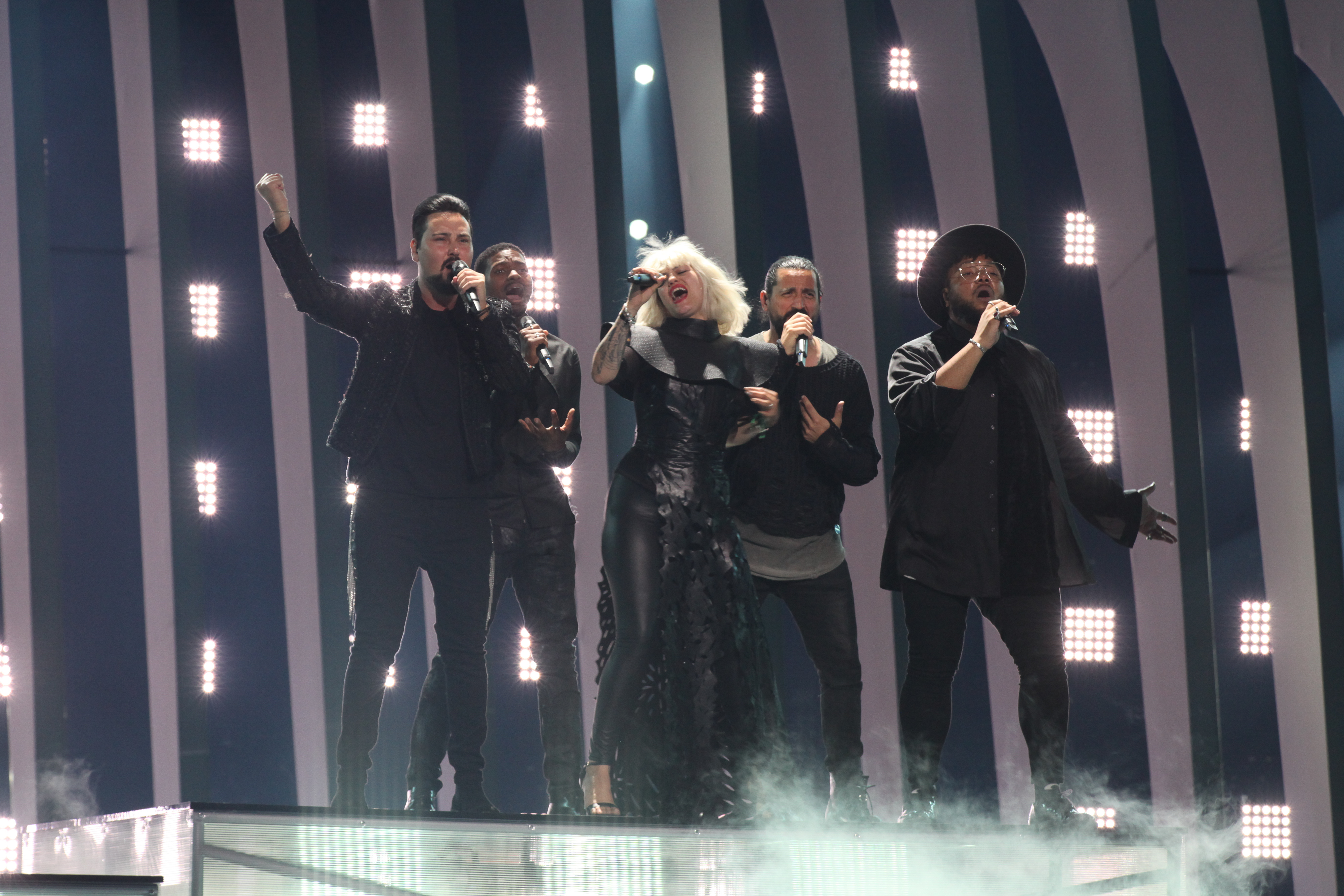
Equinox i Lissabon 2018.

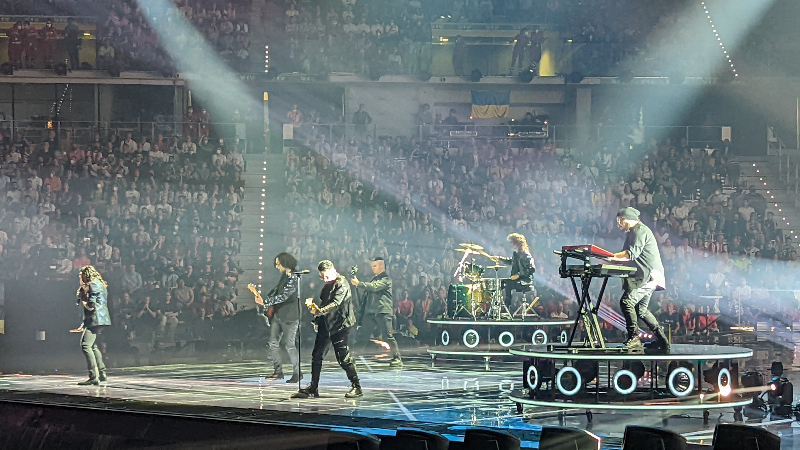
Intelligent Music Project i Turin 2022.

Bulgarien debuterade i Eurovision Song Contest 2005 och har till och med 2022 deltagit 14 gånger. Det bulgariska tv-bolaget Bălgarska natsionalna televizija (BNT) har varit ansvarig för Bulgariens medverkan varje år sedan 2005.  Varje år man har deltagit i tävlingen har man antingen anordnat en nationell final, i olika former, eller valt ut det internt. 
Bulgarien har hittills aldrig vunnit en eurovisionfinal. Bulgariens bästa placering hittills är en andraplats i finalen 2017 med bidraget "Beautiful Mess" framfört av artisten Kristian Kostov.

## Bulgarien i Eurovision Song Contest

### Historia
Bulgarien gick med i EBU i slutet av år 2004 och kunde därför ställa upp till 2005. Efter två misslyckade kvalförsök lyckades man nå finalplats 2007 med låten Voda framförd av Elitsa & Stojan. Bulgarien slutade på femteplats i finalen, resultatet som skulle vara Bulgariens bästa placering i nio år framöver. Enligt det dåvarande systemet direktkvalificerade sig samtliga topp tio länder till finalen året därpå, men inför tävlingen 2008 så ändrades detta om till två semifinaler, vilket innebär att alla länder förutom "The Big Five behövde delta i semifinalen för att komma till final. Åren 2008–2013 kvalificerade sig Bulgarien aldrig till finalen. Det kan nämnas att år 2012 var Bulgarien väldigt nära att gå vidare, eftersom man fick lika många poäng som Norge som kom på 10 plats i den andra semifinalen. En EBU-regel säger då att man räknar antalet länder som gett poäng i första hand, därefter den som fått flest tolvpoängare osv. nedåt. Vid denna räkning visade det sig att Norge hade fler poänggivande länder och därmed fick bulgarerna se sig besegrade. På grund av dåliga resultat och ekonomiska problem drog sig Bulgarien ut från tävlingen i två år, 2014 & 2015. 
Bulgarien återvände till tävlingen 2016. Återvändandet blev en succé då Poli Genova representerade landet med låten "If Love Was a Crime". Bidraget slutade på en fjärdeplats i finalen, och året därpå blev det en större succé, när Kristian Kostov med låten "Beautiful Mess" slutade som vinnare i semifinalen och tvåa i finalen i Kiev 2017. Bulgarien kvalificerade sig återigen till finalen 2018, men slutade på fjortondeplats i finalen. Efter tre år med goda resultat drog man sig ur igen inför tävlingen 2019. Denna gången var anledningen ekonomiska problem. År 2021 kom Bulgarien trea i semifinalen, men i finalen slutade man på elfteplats.

### Nationell uttagningsform
Bulgariens nationella TV-bolag Bălgarska natsionalna televizija (BNT) har sedan de började tävla i Eurovision använt olika metoder för att utse representanten till tävlingen. Man har vid flera tillfällen anordnat en nationell final eller nationell tävling, om än att det har varit olika upplägg och namn på uttagningarna. Vissa år, som 2008-2009, har det varit större uttagningar med heats, semifinal och final medan det andra år, som 2010 och 2013, valdes artist internt men bidraget valdes genom en nationell final. Däremellan har man hållit en enda finalkväll med runt tolv tävlande bidrag per år. Sedan 2016 har man valt ut artist och bidraget helt internt av TV-bolaget. 

## Resultattabell
| 1 | Vinnare                            |
| 2 | Andra plats                        |
| 3 | Tredje plats                       |
| ◁ | Sista plats                        |
| X | Ett bidrag valdes men tävlade inte |

| År                        | Artist                            | Bidrag                         | Språk                | Final              | Poäng              | Semi               | Poäng              |
| ------------------------- | --------------------------------- | ------------------------------ | -------------------- | ------------------ | ------------------ | ------------------ | ------------------ |
| 2005                      | Kaffe                             | Lorraine                       | Engelska             | Kvalificerade inte | Kvalificerade inte | 19                 | 49                 |
| 2006                      | Mariana Popova                    | Let Me Cry                     | Engelska             | Kvalificerade inte | Kvalificerade inte | 17                 | 36                 |
| 2007                      | Elitsa Todorova & Stoyan Jankulov | Water                          | Bulgariska           | 5                  | 157                | 6                  | 146                |
| 2008                      | Deep Zone & Balthazar             | DJ, Take Me Away               | Engelska             | Kvalificerade inte | Kvalificerade inte | 11                 | 56                 |
| 2009                      | Krasimir Avramov                  | Illusion                       | Engelska             | Kvalificerade inte | Kvalificerade inte | 16                 | 7                  |
| 2010                      | Miro                              | Angel si ti (Ангел си ти)      | Bulgariska, engelska | Kvalificerade inte | Kvalificerade inte | 15                 | 19                 |
| 2011                      | Poli Genova                       | Na inat (На инат)              | Bulgariska           | Kvalificerade inte | Kvalificerade inte | 12                 | 48                 |
| 2012                      | Sofi Marinova                     | Love Unlimited                 | Bulgariska1          | Kvalificerade inte | Kvalificerade inte | 11                 | 45                 |
| 2013                      | Elitsa Todorova & Stoyan Jankulov | Samo sjampioni (Само шампиони) | Bulgariska           | Kvalificerade inte | Kvalificerade inte | 12                 | 45                 |
| Deltog inte 2014 och 2015 |                                   |                                |                      |                    |                    |                    |                    |
| 2016                      | Poli Genova                       | If Love Was a Crime            | Engelska, bulgariska | 4                  | 307                | 5                  | 220                |
| 2017                      | Kristian Kostov                   | Beautiful Mess                 | Engelska             | 2                  | 615                | 1                  | 403                |
| 2018                      | Equinox                           | Bones                          | Engelska             | 14                 | 166                | 7                  | 177                |
| Deltog inte 2019          |                                   |                                |                      |                    |                    |                    |                    |
| 2020                      | Victoria                          | Tears Getting Sober            | Engelska             | Tävlingen inställd | Tävlingen inställd | Tävlingen inställd | Tävlingen inställd |
| 2021                      | Victoria                          | Growing Up Is Getting Old      | Engelska             | 11                 | 170                | 3                  | 250                |
| 2022                      | Intelligent Music Project         | Intention                      | Engelska             | Kvalificerade inte | Kvalificerade inte | 16                 | 29                 |
| Deltar inte sedan 2023    |                                   |                                |                      |                    |                    |                    |                    |

1 Låten Love Unlimited framfördes på bulgariska men med fraser på turkiska, grekiska, spanska, serbiska, franska, romani, italienska, azeriska, arabiska och engelska.

## Röstningshistoria (2005–2018)[4]

### Bulgarien hargivitmest poäng till...
| Endast finaler | Endast finaler | Endast finaler |
| Nr             | Land           | Poäng          |
| -------------- | -------------- | -------------- |
| 1              | Grekland       | 92             |
| 2              | Armenien       | 70             |
| 3              | Ryssland       | 54             |
| 4              | Azerbajdzjan   | 51             |
| 5              | Ukraina        | 50             |

| Finaler och semifinaler | Finaler och semifinaler | Finaler och semifinaler |
| Nr                      | Land                    | Poäng                   |
| ----------------------- | ----------------------- | ----------------------- |
| 1                       | Grekland                | 112                     |
| 2                       | Armenien                | 110                     |
| 3                       | Nordmakedonien          | 109                     |
| 4                       | Turkiet                 | 96                      |
| 5                       | Ukraina                 | 95                      |

### Bulgarien harmottagitflest poäng från...
| Endast finaler | Endast finaler | Endast finaler |
| Nr             | Land           | Poäng          |
| -------------- | -------------- | -------------- |
| 1              | Nordmakedonien | 59             |
| 2              | Malta          | 52             |
| 3              | Cypern         | 51             |
| 3              | Storbritannien | 51             |
| 5              | Albanien       | 46             |

| Finaler och semifinaler | Finaler och semifinaler | Finaler och semifinaler |
| Nr                      | Land                    | Poäng                   |
| ----------------------- | ----------------------- | ----------------------- |
| 1                       | Nordmakedonien          | 160                     |
| 2                       | Cypern                  | 120                     |
| 3                       | Storbritannien          | 99                      |
| 4                       | Albanien                | 88                      |
| 4                       | Irland                  | 88                      |

## Kommentatorer och röstavlämnare
| År   | Kommentator(er)                   | Röstningsavlämnare    |
| ---- | --------------------------------- | --------------------- |
| 2005 | Elena Rosberg & Georgi Kusjvaliev | Evgenia Atanasova     |
| 2006 | Elena Rosberg & Georgi Kusjvaliev | Dragomir Simeonov     |
| 2007 | Elena Rosberg & Georgi Kusjvaliev | Mira Dobreva          |
| 2008 | Elena Rosberg & Georgi Kusjvaliev | Valentina Vojkova     |
| 2009 | Elena Rosberg & Georgi Kusjvaliev | Yoanna Dragneva       |
| 2010 | Elena Rosberg & Georgi Kusjvaliev | Desislava Dobreva     |
| 2011 | Elena Rosberg & Georgi Kusjvaliev | Marija Ilieva         |
| 2012 | Elena Rosberg & Georgi Kusjvaliev | Anna Angelova         |
| 2013 | Elena Rosberg & Georgi Kusjvaliev | Yoanna Dragneva       |
| 2014 | Ingen sändning                    | Bulgarien deltog inte |
| 2015 | Elena Rosberg & Georgi Kusjvaliev | Bulgarien deltog inte |
| 2016 | Elena Rosberg & Georgi Kusjvaliev | Anna Angelova         |